# Randall Bal
Randall Bal (Fair Oaks, 14 novembre 1980) è un ex nuotatore statunitense.
Specializzato nel dorso, ha vinto la medaglia d'oro nei 50 m dorso ai Mondiali di Fukuoka nel 2001.

## Palmarès
- Mondiali

Fukuoka 2001: oro nei 50 m dorso.
Barcellona 2003: oro nella 4 × 100 m misti e argento nella 4 × 100 m sl.
Montreal 2005: oro nella 4 × 100 m misti e argento nei 100 m dorso.
- Mondiali in vasca corta

Shanghai 2006: argento nella 4 × 100 m misti, bronzo nei 100 m dorso e nella 4 × 100 m sl.
Manchester 2008: argento nei 100 m dorso e nella 4 × 100 m misti.
- Giochi PanPacifici

Yokohama 2002: argento nei 100 m dorso.
- Giochi panamericani

Rio de Janeiro 2007: oro nei 100 m dorso e nella 4 × 100 m misti.
- Vincitore della Coppa del Mondo nel 2007